# GParted
GParted (GNOME Partition editor) — вільний редактор дискових розділів з відкритим вихідним кодом, що використовується для різних операцій з розділами (створення, видалення, зміни розміру, переміщення, перевірки, копіювання й призначення мітки «завантажувальний») та розміщеними на них файловими системами (призначення їх типу, тобто, форматування).
Використовується при створенні простору для нових операційних систем, реорганізації використання диска, копіюванні даних з жорстких дисків та дзеркаленні одного розділу на інший (створенні образу диска).

## Опис
GParted написаний на C++ і використовує бібліотеку gtkmm для побудови графічного інтерфейсу користувача (GUI). Основний принцип створення інтерфейсу — збереження його настільки простим, наскільки це можливо, а також узгодженим відповідно до HIG (Human interface guidelines) — документа, що містить рекомендації для розробників програмного забезпечення: випускати програми з «дружнім до користувача» інтерфейсом.

### З GParted можна виконувати
- зміну структури розділів дискового пристрою, зберігаючи при цьому дані, які він містить;
- створення таблиці розділів на дисковому пристрої;
- встановлення чи вимкнення прапорців розділів boot (завантажувальний) і hidden (прихований);
- операції з розділами: створення, переміщення, зміна розміру, видалення, копіювання, вставка та перевірка.

### Файлові системи й типи розділів, що підтримуються
Таблиця внизу показує, які операції з файловими системами підтримує програма GParted (за умови, що всі функції були включені на етапі її компіляції і всі необхідні утиліти існували в системі).
Починаючи з версії 0.14, GParted також підтримує менеджер логічних томів (LVM).
| ФС       | Виявлення | Читання | Створення | Розширення | Зменшення | Переміщення | Копіювання | Перевірка | Мітка |
| -------- | --------- | ------- | --------- | ---------- | --------- | ----------- | ---------- | --------- | ----- |
| ext2     | Так       | Так     | Так       | Так        | Так       | Так         | Так        | Так       | Так   |
| ext3     | Так       | Так     | Так       | Так        | Так       | Так         | Так        | Так       | Так   |
| ext4     | Так       | Так     | Так       | Так        | Так       | Так         | Так        | Так       | Так   |
| Extended | Так       | Так     | Так       | Частково   | Частково  | Ні          | Ні         | Ні        | Н/Д   |
| FAT16    | Так       | Так     | Так       | Так        | Так       | Так         | Так        | Так       | Так   |
| FAT32    | Так       | Так     | Так       | Так        | Так       | Так         | Так        | Так       | Так   |
| HFS      | Так       | Так     | Так       | Ні         | Так       | Так         | Так        | Ні        | Ні    |
| HFS+     | Так       | Так     | Так       | Ні         | Так       | Так         | Так        | Так       | Ні    |
| JFS      | Так       | Так     | Так       | Так        | Ні        | Так         | Так        | Так       | Так   |
| swap     | Так       | Ні      | Так       | Так        | Так       | Так         | Так        | Ні        | Ні    |
| NTFS     | Так       | Так     | Так       | Так        | Так       | Так         | Так        | Так       | Так   |
| Reiser4  | Так       | Так     | Так       | Ні         | Ні        | Так         | Так        | Так       | Ні    |
| ReiserFS | Так       | Так     | Так       | Так        | Так       | Так         | Так        | Так       | Так   |
| UFS      | Так       | Ні      | Ні        | Ні         | Ні        | Так         | Так        | Ні        | Ні    |
| XFS      | Так       | Так     | Так       | Так        | Частково  | Так         | Так        | Так       | Так   |

## Застереження
Використовуючи GParted для операцій із дисковими розділами, треба пам'ятати, що ці операції потенційно небезпечні — можна втратити всі дані на цьому пристрої. Програма була уважно протестована командою проекту і ризик втрати даних безпосередньо від програми — мінімальний, але це дуже ймовірно з причин, зв'язаних, наприклад, із раптовим вимиканням живлення, з проблемами з «залізом» чи помилками з іншими програмами. Тому не рекомендується під час роботи GParted монтувати й розмонтовувати розділи іншими програмами.
Крім того, рекомендується перед роботою з GParted зробити резервну копію важливих даних з носія, який буде оброблятися цією програмою.